# Étienne de Longvy
Étienne de Longvy, mort en juin 1511, est un évêque français du XVe siècle et du début du XVIe. Il est issu d'une illustre famille de Bourgogne ; son père est Jean de Longvy (-Neublans), seigneur de Givry, et sa mère Jeanne de Vienne de Pagny.

## Biographie
Étienne de Longvy est archidiacre de la cathédrale de Mâcon, protonotaire de Givry. Il est nommé évêque de Mâcon en 1485. Il résigne en 1510 au profit de son neveu Claude de Longwy.